# ISO/IEC 20000
ISO/IEC 20000は国際標準化機構 (ISO) 及び国際電気標準会議 (IEC) が規定している国際規格のひとつで、ITサービスを提供する組織のITサービスマネジメントが適切であるかどうかを評価するための認証基準、およびガイドライン。2部からなる（2010年7月現在）。ITサービスマネジメントの実現にあたって、プロセスという単位で必要な組織を横断的に管理し、プロセスごとに役割と責任を明確にするという手法を採用している。
2005年に発行された ISO の正式名称は次のとおり。
- ISO/IEC 20000-1: Information technology -- Service management -- Part 1: Specification
- ISO/IEC 20000-2: Information technology -- Service management -- Part 2: Code of practice

これら2部とも翻訳されて、2007年に次の日本工業規格になっている。
- JIS Q 20000-1: 情報技術 ― サービスマネジメント ― 第1部：仕様
- JIS Q 20000-2: 情報技術 ― サービスマネジメント ― 第2部：実践のための規範

## 概要
ISO/IEC 20000は、Part 1とPart 2との2部で構成されている。Part 1は、ITサービスマネジメントの認証基準について規定し、ITサービスを提供する組織が満たすべき要求事項（義務）が定められている。Part 2は、ITサービスマネジメントを実施するうえでの実施基準が記され、要求事項を満たすための指針が挙げられている。
また、Part 3として、ISO/IEC 20000認証取得時の適用範囲と審査の指針についての検討が進められている（2010年7月時点では技術報告書(TR)）。

## 沿革
1989年にITサービスマネジメントのベストプラクティスであるITILが誕生し、それを基にした英国規格 (British Standards) であるBS 15000が1995年に規格化された。その後BS 15000が国際規格化され、ISO/IEC 20000が2005年12月に誕生した。
- 1980年代：イギリス政府によるIT活用企業調査の実施（ITILのベース化）。
- 1989年：OGC(イギリス商務局)がITILの初版を発行。
- 1991年：イギリスでitSMFが設立される。
- 1995年：『BS 15000に関するマネジメントの概要』初版を発行。
- 1996年：ITIL資格認定制度が開始される。
- 2000年：『BS 15000の仕様及びセルフアセスメントワークブック』初版を発行。
- 2002年：BS 15000の仕様改定と実施基準の発行。
- 2003年：itSMF Japanが設立される。
- 2004年12月：BS 15000の認証取得が日本国内で可能となる。
- 2005年12月：BS 15000をISO/IEC 20000:2005に提案し、国際規格となる。
- 2007年 4月：ISO/IEC20000-1:2005和訳版JISQ20000-1:2007が制定される。
- 2011年 4月：2005年版を改訂し、ISO/IEC20000-1:2011が発行される。
- 2018年 9月：2011年版を改訂し、ISO/IEC20000-1:2018が発行される。

## 構成
ISO/IEC 20000は、次の章で構成されている。
1. 適用範囲
2. 用語及び定義
3. マネジメントシステム要求事項
4. サービスマネジメントの計画及び導入
5. 新規サービス又はサービス変更の計画及び導入
6. サービスデリバリプロセス
7. 関係プロセス
8. 解決プロセス
9. コントロールプロセス
10. リリースプロセス

3章から5章ではISO 9001規格に基づく品質管理の概念が採用されており、6章から10章がITILに基づく具体的なITサービスマネジメントに対する要求事項となっている。ただし、6章の一部、情報セキュリティ管理プロセスに関しては、情報セキュリティに関する認証規格（ISO/IEC 27001 - 情報セキュリティマネジメントシステム）から引用されている部分がある。6章はITILのサービスデリバリ、7章から10章がITILのサービスサポートの各プロセスに該当する。